# ヤン (ラジオパーソナリティ)
ヤン（日本名：伊藤 浩寿（いとう ひろとし）、1970年6月26日 - ）は、日本のラジオパーソナリティ、リポーター、ナレーター、ローカルタレント。
新潟県新潟市東区出身。新潟のお笑い集団“NAMARA”に在籍、その後「YAN'S FACTORY」という個人事務所を立ち上げ、主にエフエムラジオ新潟（FM新潟）やUX（新潟テレビ21）の番組で活躍し、他にイベントスタッフ、TVCMなどでも仕事をこなしている。

## 人物
- 既婚。
- 新潟県新潟市中央区在住。
- 新潟県赤十字血液センター献血大使
- NAMARA創成期メンバーであり、渡部岳広（なべ）と二人で「手長足長」、その後長谷川聖（さとし）と二人で「80%」というコンビを組んでいた
- 「80%」時代、爆笑オンエアバトルに出場経験があり、初の挑戦で401KB（キロバトル）を獲得、オンエアを勝ち取る。しかし2回目の出場時は、97KBでオフエアとなった。
- エフエムラジオ新潟の中でもかなり異色で、下ネタに近い発言を番組内（特にGottcha!!や悪戦苦闘R内では）で連発したりリスナーもそれらを受けて、放送コードギリギリのラジオネームで番組に参加するという、特にFM新潟では珍しいラジオパーソナリティである。
- 以前所属していたお笑い集団“NAMARA”とは「YAN'S FACTORY」として業務提携していて、芸人プロフィールにて清野幹とともにHPで紹介されている。
- 東ちづる、近藤真彦、ローラのものまねを得意とする。
- チュパカブラの研究と石の下のムシ探しに熱心である
- Gottcha!!の番組内での企画で男子ブラジャー(略して男ブラ)を1週間着用する企画があり、夜中に洗濯した際に母親に見られ気まずい朝食を迎えた。
- 大好物のヒトツは緑色きな粉ねじり菓子である

## 出演

### ラジオ
- Gottcha!!（エフエムラジオ新潟）毎週月曜日 - 木曜日9:00 - 10:55　生放送（月・水・木曜日担当）
- NEXCO東日本presents ヤンの気ままにドライブ（エフエムラジオ新潟）毎週木曜日10:13頃 -
- 朝日山専門店居酒屋ヤン次郎兵衛!（エフエムラジオ新潟）毎週木曜日18:26頃 -

### CM
- 新潟県消費生活センター
- ベルライム
- 新潟県労働金庫
- オサムフーズグループ
- ジョイフィット
- 新潟県交通災害共済[1]（遠藤麻理と共演）

他　テレビ・ラジオCMのナレーターや単発番組のリポーターを行っている。

## 過去の出演

### テレビ
- 全力LIVE（UX）毎週月曜日 - 金曜日16:48 - 19:00LEXN UXサテライトスタジオ「レクスタ」より生放送
- レクスタ発昼どきキンコンカン（UX）毎週月曜日 - 金曜日11:25 - 11:45　LEXN UXサテライトスタジオ「レクスタ」より公開生放送
- NSTアルビSTADIUM HYPER（新潟総合テレビ）毎月最終土曜日11:25 - 11:45
- ヤンごとなき!（UX）毎週木曜日24:20 - 24:50

### ラジオ
- ヤン＆アッキーの　ど～なの？臓器移植シーズン6（エフエムラジオ新潟）毎週日曜日18：00 - 18：25
- ヤン＆アッキーの　ど～なの？臓器移植シーズン7（エフエムラジオ新潟）毎週土曜日18：30 - 18：55
- ヤン＆アッキーの　ど～なの？臓器移植シーズン8（エフエムラジオ新潟）毎週日曜日18：30 - 18：55
- 悪戦苦闘R（エフエムラジオ新潟）毎週日曜日18:30 - 18:50
- KIRINにいがた元気塾（エフエムラジオ新潟）毎週水曜日15時台
- SOUND SPLASH（エフエムラジオ新潟）

　　　2005年（平成17年） - 2008年（平成20年）4月頃までの間　木曜日担当
- Groovin' Snow Jam（エフエムラジオ新潟）　冬期間のプログラム

　　　2004年（平成16年）12月 - 2005年（平成17年）3月と
　　　2005年（平成17年）12月 - 2006年（平成18年）3月の間　毎週金曜日13:00～14:55
- UP↑2004（エフエムラジオ新潟）　　　　　　　2004年（平成16年）頃　　毎週金曜日13:00～14:55
- 悪戦苦闘ラジオテラピー（エフエムラジオ新潟）

　　　2002年（平成14年）- 2004年（平成16年）頃　毎週土曜日18:25～18:55
- CHAT JUNGLE 5900（エフエム新津）

他

## ディスコグラフィ
シングル
- 焼酎一杯8円おじさん :2013年6月26日リリース